# Draba cuneifolia
Draba cuneifolia är en korsblommig växtart som beskrevs av Thomas Nuttall. Draba cuneifolia ingår i släktet drabor, och familjen korsblommiga växter.

## Underarter
Arten delas in i följande underarter:
- D. c. cuneifolia
- D. c. integrifolia
- D. c. sonorae

## Bildgalleri

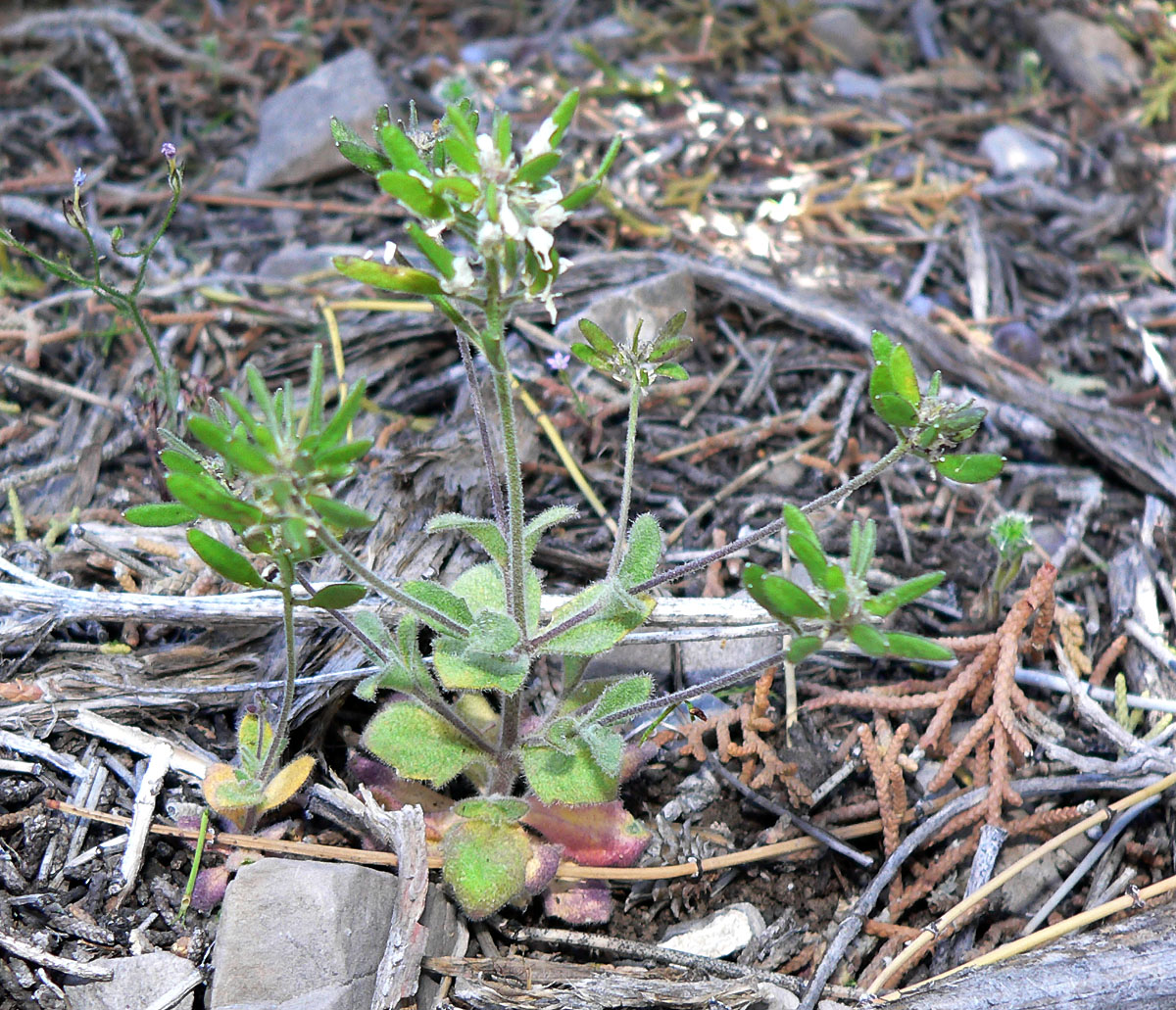
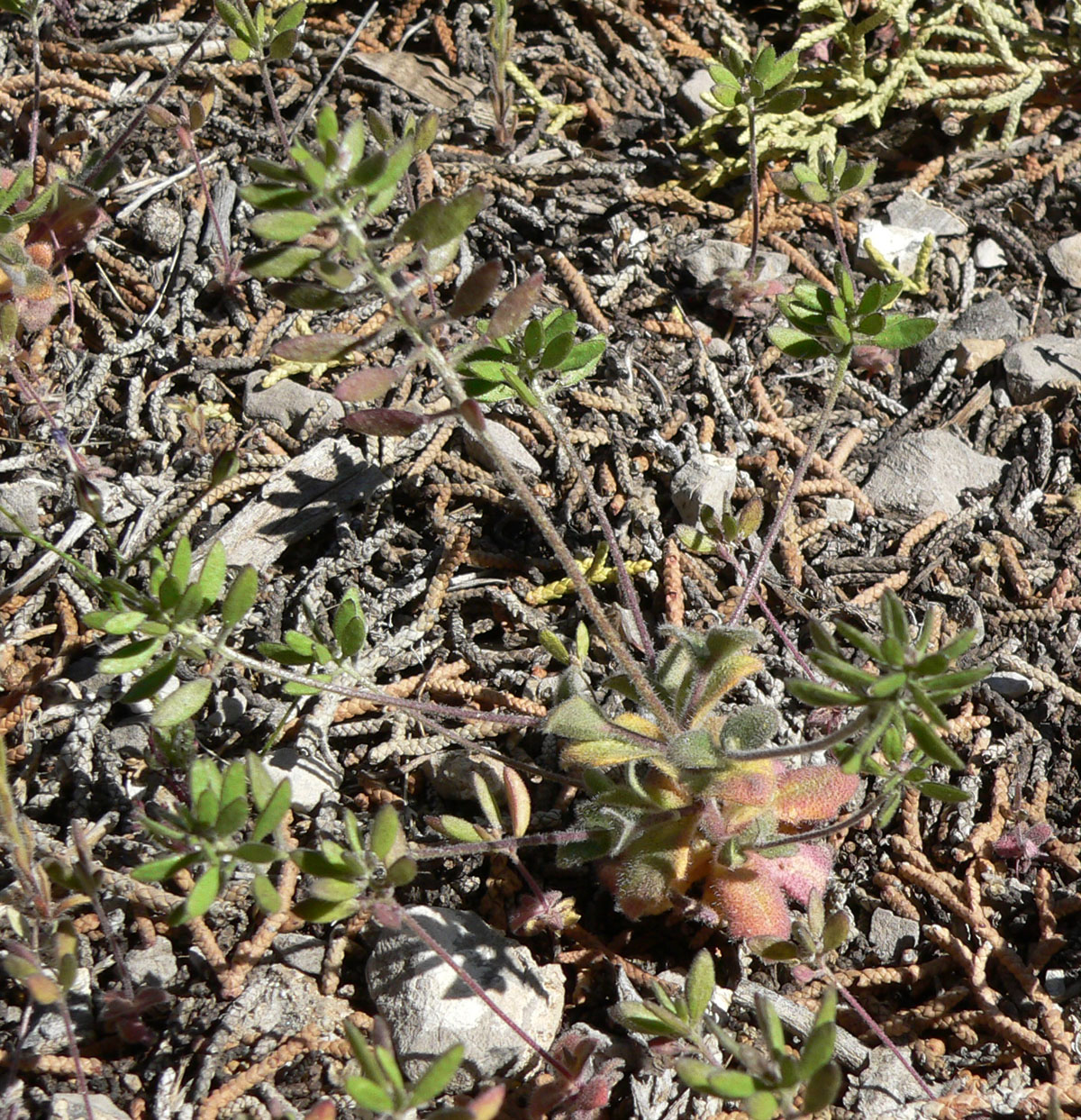
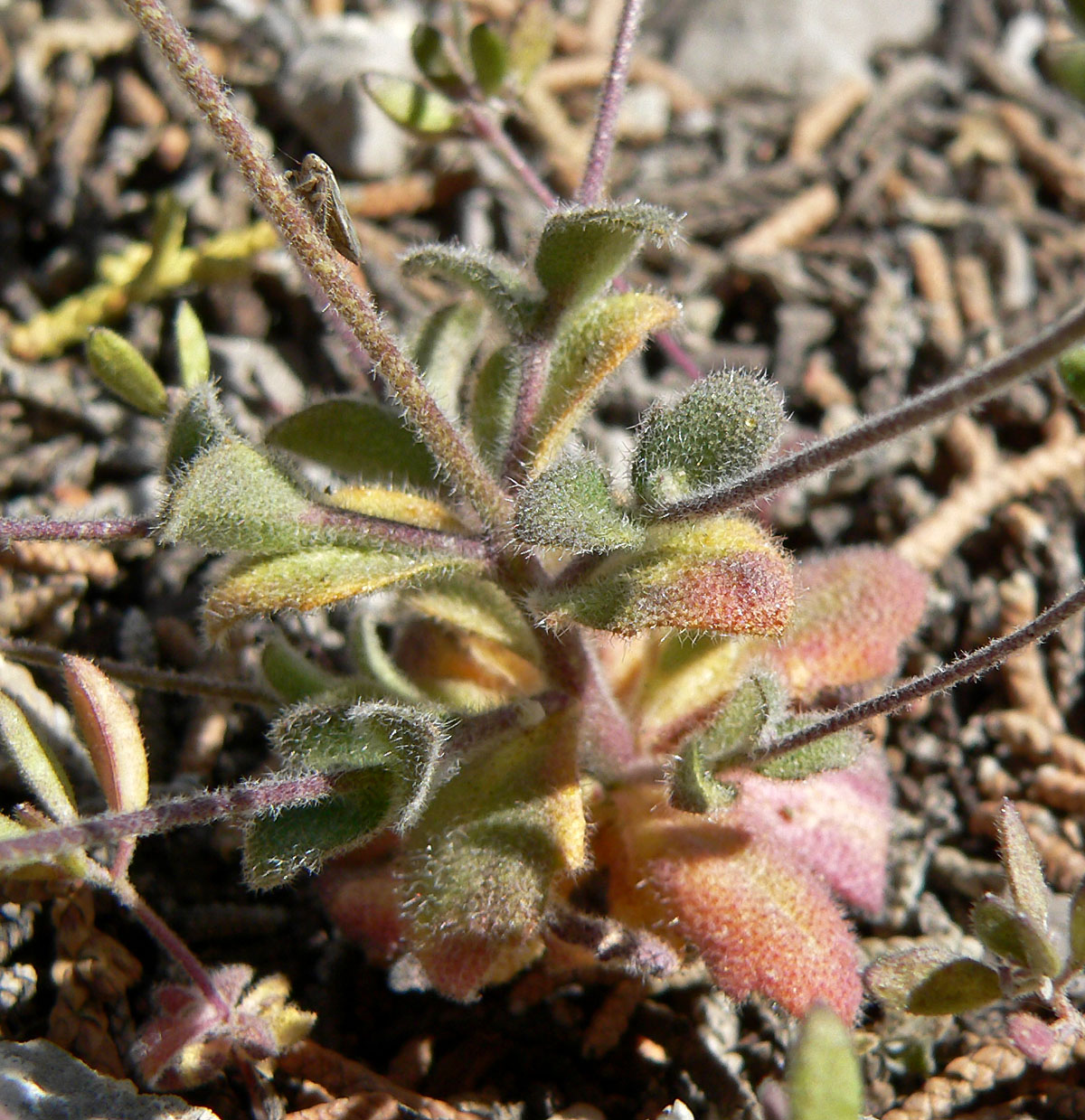
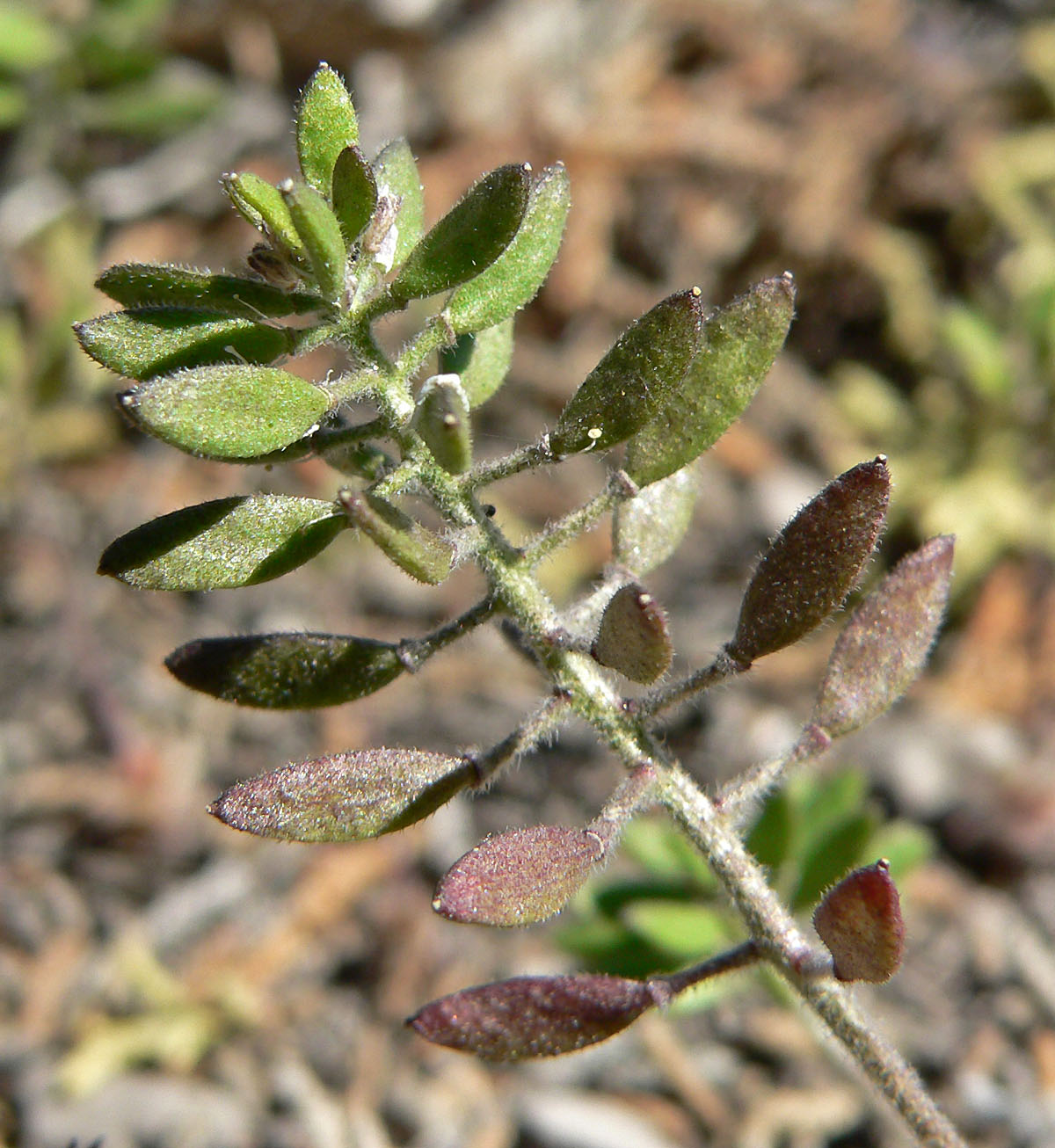